# Aberranta enigmatica
Aberranta enigmatica is een borstelworm uit de familie Aberrantidae. De wetenschappelijke naam van de soort werd in 1965 gepubliceerd door Hartman.